# Boerhavia repleta
Boerhavia repleta är en underblomsväxtart som beskrevs av Hewson. Boerhavia repleta ingår i släktet Boerhavia och familjen underblomsväxter. Inga underarter finns listade i Catalogue of Life.